# Hans-Robert Bortfeldt
Hans-Robert Bortfeldt (* 22. September 1905 in Hamburg; † 30. Mai 1955 in Berlin) war ein deutscher Regisseur.

## Leben
Bis zum Jahre 1938 wirkte Hans-Robert Bortfeldt an den Kammerspielen seiner Heimatstadt Hamburg als Dramaturg, Schauspieler und Regisseur sowie Mitarbeiter von Erich Ziegel. Dann ging er nach Berlin, um Musikdramaturg bei der Tobis zu werden. Ein Jahr später begann er bei der UFA um als Regieassistent zu wirken und sich dem Thema Drehbücher zu widmen. Nach Kriegsende synchronisierte er sowjetische Filme. Im Mai 1946 wurde Hans-Robert Bortfeldt Leiter der Theaterabteilung in der neu gebildeten Abteilung Kunst beim Magistrat von Berlin und anschließend stellvertretender Intendant am Deutschen Theater berufen. Am 23. August 1948 übernahm er als Generalintendant die Schlüssel für das neu erbaute Deutsche Nationaltheater in Weimar, wo er bereits seit längerer Zeit wirkte. Im März 1950 wurde Hans-Robert Bortfeldt vom Vorstand der DEFA zum Chefdramaturgen berufen. Seit 1953 war er am Maxim-Gorki-Theater in Berlin tätig, an dessen Aufbau er als stellvertretender künstlerischer Leiter großen Anteil hatte. Am Pfingstmontag 1955 starb Hans-Robert Bortfeldt im Alter von 49 Jahren an den Folgen einer Operation.
Hans-Robert Bortfeldt war der Bruder der Schauspielerin Freca-Renate Bortfeldt, mit der er gemeinsam in den 1930er Jahren am Thalia Theater in Hamburg wirkte.

## Filmografie
- 1943: Damals (Regie-Assistenz)
- 1951: Das Beil von Wandsbek (Regie)
- 1951: Der Untertan (Dramaturgie)
- 1952: Frauenschicksale (Dramaturgie)

## Theater
- 1946: Jean Anouilh: Der Reisende ohne Gepäck (Deutsches Theater Berlin – Kammerspiele)
- 1948: Johann Wolfgang von Goethe: Faust. Eine Tragödie (Deutsches Nationaltheater Weimar)
- 1948: Bertolt Brecht: Furcht und Elend des Dritten Reichs (Deutsches Nationaltheater Weimar)
- 1949: Johann Wolfgang von Goethe: Die Geschwister (Deutsches Nationaltheater Weimar – Kleine Weimarhalle)
- 1949: Johann Wolfgang von Goethe: Die Mitschuldigen (Deutsches Nationaltheater Weimar – Kleine Weimarhalle)
- 1949: Johann Wolfgang von Goethe: Faust. Der Tragödie zweiter Teil (Deutsches Nationaltheater Weimar)
- 1950: Gotthold Ephraim Lessing: Nathan der Weise (Deutsches Nationaltheater Weimar – Haus Jena)
- 1953: Ion Luca Caragiale: Der verlorene Liebesbrief (Maxim-Gorki-Theater Berlin)
- 1954: Molière: George Dandin (Maxim-Gorki-Theater Berlin)
- 1954: William Shakespeare: Die Komödie der Irrungen (Maxim-Gorki-Theater Berlin)
- 1954: Johann Wolfgang von Goethe: Die Mitschuldigen (Maxim-Gorki-Theater Berlin)
- 1955: Alexander Ostrowski: Der schöne Mann (Maxim-Gorki-Theater Berlin)